# うる星やつら 完結篇
『うる星やつら 完結篇』（うるせいやつら かんけつへん）は、1988年2月6日より東宝系で公開された、日本の長編アニメーション映画。高橋留美子原作のテレビアニメ『うる星やつら』（1981年版）の劇場版アニメシリーズ第5作である。同時上映作品は『めぞん一刻 完結篇』（監督 - 望月智充）。

## 概要
『うる星やつら』劇場版アニメシリーズ通算5作目。同シリーズにおいては原作漫画にあるエピソードをアニメ化した唯一の作品で、原作漫画の最終章「ボーイミーツガール」をアニメ化したものである。本作はテレビアニメの制作でグロス請けをしていたマジックバスがアニメーション制作を担当した。また、出﨑哲をはじめ、1987年発売のOVA『うる星やつら 夢の仕掛人、因幡くん登場！ラムの未来はどうなるっちゃ!?』の制作に関わったスタッフの多くが本作品の制作に参加した。
なお本作品は、ファンの署名活動などにより製作・劇場公開に至ったが、プロデューサー（企画担当）の落合茂一と東宝の話し合いで、東宝サイドより「完結編」という文字を入れるという条件を提示され、それを承諾することで製作が決定した。本作品の当初のタイトルは『うる星やつら5 ボーイ・ミーツ・ガール』であった。
同時上映作品の『めぞん一刻 完結篇』は、当時フジテレビ系列ほかにて放送されていたテレビアニメ『めぞん一刻』（原作は『うる星やつら』と同じく高橋留美子）の劇場版アニメ作品である。

### 原作「ボーイミーツガール」
週刊少年サンデー（小学館）1986年第48号 - 1987年第8号に掲載された、漫画『うる星やつら』の最終章「ボーイミーツガール」。全11話で構成される長編ストーリーであり、諸星あたるとラムの壮大な「鬼ごっこ」を描く。
1981年版テレビアニメの放送は1986年3月で終了したが、このとき原作漫画のほうは連載が続いていたため、結果として原作の完結がアニメ放送終了後になってしまった。そのような経緯もあって誕生した映画『うる星やつら 完結篇』は、それまで製作された作品の中ではもっとも原作に近い映像作品で、ストーリーもほぼ原作通りだが、友引高校の校舎など、一部の初期設定は1981年版アニメのものを使用している。

### 製作
本作品で監督を務めた出﨑哲は、公式パンフレットに寄稿した文章の中で本作品の制作で苦労したことを次のように明かしている。

また、プロデューサー（企画担当）の落合茂一は、公式パンフレットに寄稿した文章の中でこのように記している。

## 作品の評価
映画評論家の友成純一は、本作品の公式パンフレットに寄稿したレビューの中で、「また頭の痛くなる話かと不安だったが、良かったです。ラムとあたるの痴話喧嘩に焦点を絞りつつ、これに巧みにカルラとルパの歪んだ関係を対比させ、『オンリー・ユー』（うる星やつら オンリー・ユー）に勝るとも劣らぬ感動を与えてくれる」と評価している。

## あらすじ
ある日、ラムは黒い服を着た老人に「お前を嫁にする」と言われる悪夢にうなされる。サクラの占い水晶玉もラムが闇に捕らわれ、地球も闇に包まれるという不吉な映像を映し出していた。一方ラムの故郷で、コールドスリープで何十年も放置されていた祖父が見つかり、『闇の世界』（ちなみに彼らの言うこちら側の宇宙は『光の世界』という設定）に住むウパという者と「将来女の子が生まれた場合、必ず嫁に貰う」という約束をしていたことが発覚。後日、友引高校にウパの孫、ルパという白髪で色黒い肌の青年が空飛ぶ黒ブタに乗って現れ、ラムの超能力を封じ、ルパが住む闇の世界へとさらって行ってしまう。
諸星あたるや弁天達はラムを救いに闇の世界へ向かい、ラムとルパの挙式を阻止するために、闇の世界の少女カルラと共に妨害に入った。カルラはルパの幼馴染でルパに思いを寄せていたが、ルパはカルラのかねてからの強引なアプローチに辟易していたのだった。しかし、ラムとあたるはルパ達の工作と互いの勘違いにより仲違いしてしまう。あたるに愛想を尽かしたラムは闇の世界に残り、あたるはさっさと地球に帰って来た。ところがランが闇の世界から持って来たキノコを食べようと、その日の諸星家の夕食の鍋に入れたとたん、巨大化して街中に大繁殖、地球を埋め尽くしてしまう勢いで増え続けた。
ラムは地球のキノコ駆除と引き換えに、あたると再び「鬼ごっこ」をすることに。あたるがラムの角を掴むか、あるいはラムに一言「好きだ」と言えば決着が付き、期限までにあたるが遂行出来なければ、地球の住人はラムとその一行の記憶を全て失ってしまうのである。だが、あたるは頑なにその一言を言おうとせず、ただひたすらラムの角を巡り追い続ける。空を飛べるラムに対し、地球人のあたるは劣勢の立場。そんな中、弁天がうっかり記憶喪失装置のスイッチを押してしまう。のらりくらりと空を飛ぶ「ふざけた顔」の記憶喪失装置を止めるため、面堂たちは奮起するが、まるで歯が立たずじまい。そして、ついに全ての記憶を失う最終日の夕暮れ、あたるは力尽きて倒れた。あたるは、ずっと手に握り締めていたラムの抜けた角をこぼした。それを見たラムは「好きだ」の言葉無しで、あたるの愛を心で感じた。二人は抱き合い、ラムはあたるに角を握らせ、記憶喪失装置はようやく止まった。ルパとカルラも和解し、巨大キノコは無事地球上から駆除された。こうして、第1話から続いた「鬼ごっこ」に終止符が打たれた。
しかし、結局あたるは「好きだ」とは言わず、そちらの終止符は打たれなかった。
「一生かけても言わせてみせるっちゃ」
「いまわの際に言ってやる」

## 登場人物
- ラム - 平野文
- 諸星あたる - 古川登志夫
- 面堂終太郎 - 神谷明
- 三宅しのぶ - 島津冴子
- テン - 杉山佳寿子
- サクラ - 鷲尾真知子
- 錯乱坊（チェリー） - 永井一郎
- おユキ（お雪） - 小原乃梨子
- 弁天 - 三田ゆう子
- ラン - 小宮和枝
- レイ - 玄田哲章
- 因幡 - 鈴置洋孝
- 藤波竜之介 - 田中真弓
- 竜之介の父 - 安西正弘
- ♨先生 - 池水通洋

以下は、スタッフクレジットにおいてキャラクター名が記載されていない。
- ラムの父 - 沢りつお
- ラムの母 - 山田礼子
- あたるの父、ウパ - 緒方賢一
- あたるの母 - 佐久間なつみ
- メガネ、記憶喪失装置 - 千葉繁
- パーマ - 村山明
- カクガリ - 野村信次
- チビ - 二又一成
- 校長先生 - 西村知道
- コタツネコ - 西村知博

### ゲストキャラクター
- ルパ - 塩沢兼人
- カルラ - 井上瑤
- ラムの曾祖父[注 3] - 北村弘一

## スタッフ
- 原作 - 高橋留美子[8]
- 監督 - 出﨑哲[8]
- 製作[注 4] - 多賀英典
- 企画 - 落合茂一
- プロデューサー - 松下洋子
- 脚本 - 金春智子[8]
- キャラクターデザイン・絵コンテ - 四分一節子
- 作画監督 - 小林ゆかり
- 演出 - 冨永恒雄
- 美術監督 - 新井寅雄
- 撮影監督 - 大地丙太郎
- 音響監督 - 斯波重治
- 音楽 - 大森俊之[8]
- レイアウト監修 - 清水恵蔵
- 美術設定 - 新井寅雄、長澤順子
- メカニックデザイン - 前島健一
- 色指定 - 西川裕子
- 編集 - 尾形治敏、伊藤勇喜子、豊崎治
- 録音制作 - オムニバスプロモーション
- アニメーション制作プロデューサー - 松崎義之
- 制作協力 - マジックバス
- 製作 - キティ・フィルム[8]
- 配給 - 東宝

## 主題歌
「好き♡嫌い」
麻田華子による主題歌。作詞は川村真澄、作曲は都志見隆、編曲は萩田光雄。

## 関連商品

### 映像ソフト化
- LD（レーザーディスク）は1998年6月17日に発売[9]。
- 通常版DVDは2000年6月21日に発売[10]。また、ハイビジョン・ニューマスター版DVDは2001年12月19日に発売された[11]。
- 2015年6月24日発売のBlu-ray「劇場版『うる星やつら』Blu-ray BOX」に、本作品のデジタルリマスター版が収録されている[12][13]。

### サウンドトラック
| タイトル                                                              | 規格 | 発売日        | 規格品番     | 発売元           | 備考     |
| --------------------------------------------------------------------- | ---- | ------------- | ------------ | ---------------- | -------- |
| うる星やつら 完結篇 オリジナルサウンドトラック                        | LP   | 1988年2月21日 | C25G0488     | ポニーキャニオン |          |
| うる星やつら 完結篇 オリジナルサウンドトラック                        | CT   | 1988年2月21日 | 25P7475      | ポニーキャニオン |          |
| うる星やつら 完結篇 オリジナルサウンドトラック                        | CD   | 1988年2月21日 | H30K20015    | キティレコード   |          |
| うる星やつら 完結篇 オリジナルサウンドトラック                        | CD   | 1991年6月25日 | KTCR-1094    | キティレコード   |          |
| 完全収録版『うる星やつら 完結篇』 オリジナルサウンドトラック ドラマ編 | LP   | 1988年3月21日 | C38G0492     | ポニーキャニオン |          |
| 完全収録版『うる星やつら 完結篇』 オリジナルサウンドトラック ドラマ編 | CT   | 1988年3月21日 | 38P7078      | ポニーキャニオン |          |
| 完全収録版『うる星やつら 完結篇』 オリジナルサウンドトラック ドラマ編 | CD   | 1988年3月21日 | H42K20119/20 | キティレコード   | [ 注 5 ] |
| 完全収録版『うる星やつら 完結篇』 オリジナルサウンドトラック ドラマ編 | CD   | 1991年6月25日 | KTCR-1103/4  | キティレコード   | [ 注 5 ] |